# Coupe de France 2019/20

CdF-Wettbewerbslogo

Der Wettbewerb um die Coupe de France in der Saison 2019/20 war die 103. Ausspielung des französischen Fußballpokals für Männermannschaften. Titelverteidiger Stade Rennes schied in der Vorschlussrunde aus. Im Endspiel setzte sich Paris Saint-Germain, das die Coupe damit zum 13. Mal gewann, gegen die AS Saint-Étienne durch. 7.010 Vereine hatten ihre erste Mannschaft in diesem Jahr angemeldet.
Während die Dritt- und die Zweitligavereine ebenso wie elf Teilnehmer aus sieben der französischen überseeischen Gebiete bereits in den von den regionalen Untergliederungen des Landesverbands Fédération Française de Football (FFF) organisierten Qualifikationsrunden in den Wettbewerb eingreifen müssen – die Drittligisten in der 5., die beiden letztgenannten Gruppen in der 7. Runde –, beginnt für die Erstligisten – und gegebenenfalls einen unterklassigen Titelverteidiger – der Wettbewerb erst mit dem Zweiunddreißigstelfinale (Beginn des Hauptwettbewerbs). Nur in dieser Runde werden die dafür qualifizierten 64 Vereine landesweit in vier regionale Lostöpfe à 16 Mannschaften aufgeteilt, worin jeweils annähernd gleich viele Teams gleicher Ligazugehörigkeit vertreten sein werden. Ab dem Sechzehntelfinale fällt auch diese Vorsortierung weg und der Wettbewerb wird ausschließlich nach dem klassischen Pokalmodus ausgetragen: Spielpaarungen werden ohne Setzlisten aus sämtlichen noch im Wettbewerb befindlichen Klubs ausgelost und jeweils lediglich ein Spiel ausgetragen, an dessen Ende ein Sieger feststehen muss (und sei es durch Verlängerung und Elfmeterschießen), der sich dann für die nächste Runde qualifiziert, während der Verlierer ausscheidet. Auch das Heimrecht wird für jede Begegnung durch das Los ermittelt, allerdings mit der Einschränkung, dass Klubs, die gegen eine mindestens zwei Ligastufen höher spielende Elf anzutreten haben, automatisch Heimrecht bekommen – es sei denn, eine Mannschaft aus Übersee erreicht die Hauptrunde: diese muss dann, ungeachtet des Ligaunterschieds, beim Gegner im europäischen Mutterland antreten.
Die unterklassigen Vereine kämpften zudem wiederum um den mit Geldpreisen verbundenen Titel als erfolgreichster Außenseiter. Dieser derzeit hauptsächlich von PMU gesponserte Nebenwettbewerb trägt die offizielle Bezeichnung Classement des Petits Poucets (auf Deutsch: „Däumlingswertung“). In der Saison 2019/20 haben drei sechst- (ESA Linas-Montlhéry, EF Reims Sainte-Anne sowie die JS Saint-Pierre aus La Réunion) und sogar ein achtklassiges Team (SSEP Hombourg-Haut) das Zweiunddreißigstelfinale erreicht. Im weiteren Wettbewerbsverlauf qualifizierten sich mit SAS Épinal und ASM Belfort zwei Viertdivisionäre für das Viertelfinale, nachdem sie in der Runde zuvor jeweils einen Ligue-1-Vertreter besiegt hatten.
Die FFF hatte für die Austragung des Endspiels ursprünglich den 25. April 2020 im Stade de France festgelegt. Aufgrund der pandemiebedingten Unterbrechung des Fußballs wurde dieser Termin auf den 24. Juli 2020 verschoben.

## Zweiunddreißigstelfinale
Spiele am 3. bis 6. Januar 2020. L1, L2 bzw. D3 stehen für die Zugehörigkeit zur ersten bis dritten Liga, N2 bzw. N3 für die beiden landesweiten Amateurligen, R1 („Régional 1“) für die sechste, R2 und R3 für die siebte bzw. achte Ligenstufe.
Ergebnisse: n. V. = nach Verlängerung, i. E. = im Elfmeterschießen.
| - AS Monaco (L1) – Stade Reims (L1) 2:1 - FC Lorient (L2) – Stade Brest (L1) 2:1 n. V. - Girondins Bordeaux (L1) – Le Mans FC (L2) 2:0 - FC Valenciennes (L2) – FCO Dijon (L1) 1:2 - FC Rouen (N2) – FC Metz (L1) 3:0 - US Raon (N3) – OSC Lille (L1) 2:3 - FC Dieppe (N3) – SCO Angers (L1) 1:3 - Aviron Bayonne (N3) – FC Nantes (L1) 0:2 - Red Star FC (D3) – FC Chambly (L2) 2:1 - FC Guichen (N3) – SM Caen (L2) 1:2 - Athlético Marseille (N3) – AF Rodez (L2) 2:1 - AS Fabrègues (N3) – Paris FC (L2) 0:2 - FC Sablé (N3) – FC Pau (D3) 2:2 n. V., 2:4 i. E. - FC Versailles (N3) – US Granville (N2) 1:2 - ASM Belfort (N2) – FC Montceau (N3) 3:0 - FC Angoulême (N2) – FC Challans (N3) 3:1 | - Stade Rennes (L1) – SC Amiens (L1) 0:0 n. V., 5:4 i. E. - FC Bourg-Péronnas (D3) – Olympique Lyon (L1) 0:7 - FC Bastia-Borgo (D3) – AS Saint-Étienne (L1) 0:3 - OGC Nizza (L1) – Étoile Fréjus-Saint-Raphaël (N2) (a) 2:0 - FC Saint-Pryvé Saint-Hilaire (N2) – FC Toulouse (L1) 1:0 - FC Trélissac (N2) – Olympique Marseille (L1) 1:1 n. V., 2:4 i. E. - FC Tours (N3) – Olympique Nîmes (L1) 2:2 n. V., 2:4 i. E. - Stade Le Portel (N3) – Racing Strasbourg (L1) 1:4 - ESA Linas-Montlhéry (R1) – Paris Saint-Germain FC (L1) 0:6 - EF Reims Sainte-Anne (R1) – HSC Montpellier (L1) 0:1 - Olympique Grande-Synthe (N3) – AS Nancy (L2) 0:1 - Chamois Niort (L2) – JS Saint-Pierre (R1 Réunion) 1:2 - FC Limonest-Saint-Didier (N3) – Le Puy Foot (D3) 1:1 n. V., 3:1 i. E. - Entente Sannois Saint-Gratien (N2) – SAS Épinal (N2) 0:1 - Stade Saint-Brieuc (N2) – ESM Gonfreville (N3) 1:1 n. V., 3:4 i. E. - SSEP Hombourg-Haut (R3) – AS Prix-lés-Mézières (N3) 0:3 |

## Sechzehntelfinale
Spiele am 16. bis 20. Januar 2020.
| - FC Nantes (L1) – Olympique Lyon (L1) 3:4 - FCO Dijon (L1) – Olympique Nîmes (L1) 5:0 - HSC Montpellier (L1) – SM Caen (L2) 5:0 - Paris FC (L2) – AS Saint-Étienne (L1) 2:3 - OGC Nizza (L1) – Red Star FC (D3) (b) 2:1 - FC Rouen (N2) – SCO Angers (L1) 1:4 - ESM Gonfreville (N3) – OSC Lille (L1) 0:2 - ASM Belfort (N2) – AS Nancy (L2) 3:1 | - FC Lorient (L2) – Paris Saint-Germain FC (L1) 0:1 - FC Pau (D3) – Girondins Bordeaux (L1) 3:2 n. V. - FC Angoulême (N2) – Racing Strasbourg (L1) 1:5 - FC Saint-Pryvé Saint-Hilaire (N2) – AS Monaco (L1) 1:3 - US Granville (N2) – Olympique Marseille (L1) 0:3 - Athlético Marseille (N3) – Stade Rennes (L1) 0:2 - SAS Épinal (N2) – JS Saint-Pierre (R1 Réunion) 1:0 n. V. - AS Prix-lés-Mézières (N3) – FC Limonest-Saint-Didier (N3) 0:1 |

## Achtelfinale
Spiele am 28. bis 30. Januar 2020.
| - SCO Angers (L1) – Stade Rennes (L1) 4:5 n. V. - AS Monaco (L1) – AS Saint-Étienne (L1) 0:1 - OGC Nizza (L1) – Olympique Lyon (L1) 1:2 - SAS Épinal (N2) – OSC Lille (L1) 2:1 | - Olympique Marseille (L1) – Racing Strasbourg (L1) 3:1 - FC Pau (D3) – Paris Saint-Germain FC (L1) 0:2 - ASM Belfort (N2) – HSC Montpellier (L1) 0:0 n. V., 5:4 i. E. - FC Limonest-Saint-Didier (N3) – FCO Dijon (L1) 1:2 n. V. |

## Viertelfinale
Spiele am 11. bis 13. Februar 2020.
| - ASM Belfort (N2) – Stade Rennes (L1) (c) 0:3 - SAS Épinal (N2) – AS Saint-Étienne (L1) (d) 1:2 | - Olympique Lyon (L1) – Olympique Marseille (L1) 1:0 - FCO Dijon (L1) – Paris Saint-Germain FC (L1) 1:6 |

## Halbfinale
Spiele am 4. und 5. März 2020.
| - AS Saint-Étienne (L1) – Stade Rennes (L1) 2:1 | - Olympique Lyon (L1) – Paris Saint-Germain FC (L1) 1:5 |

## Finale
Spiel ursprünglich vorgesehen für den 25. April 2020, tatsächliche Austragung am 24. Juli 2020 im Stade de France vor 5.000 Zuschauern
- Paris Saint-Germain FC – AS Saint-Étienne 1:0 (1:0)

### Aufstellungen
Paris: Keylor Navas – Thilo Kehrer (Colin Dagba, 20.), Marquinhos , Thiago Silva, Mitchel Bakker – Ángel Di María, Idrissa Gueye, Leandro Paredes (Marco Verratti, 75.), Neymar – Kylian Mbappé (Pablo Sarabia, 33.), Mauro Icardi
Trainer: Thomas Tuchel
Saint-Étienne: Jessy Moulin – Mathieu Debuchy (Jean-Philippe Krasso, 83.), Wesley Fofana, Loïc Perrin , Timothée Kolodziejczak – Yann M’Vila, Mahdi Camara (Yvan Neyou, 46.), Ryad Boudebouz (Arnaud Nordin, 75.), Denis Bouanga, Yvann Maçon (Harold Moukoudi, 34.) – Romain Hamouma (Wahbi Khazri, 46.)
Trainer: Claude Puel
Schiedsrichter: Amaury Delerue

### Tore
1:0 (14.) Neymar

### Besondere Vorkommnisse
Saint-Étiennes Mannschaftskapitän Perrin sah nach einer halben Stunde für ein hartes Tackling gegen Mbappé die Rote Karte. Außerdem verteilte Schiedsrichter Delerue noch acht gelbe Karten – davon drei an PSG-Spieler –, sechs ebenfalls bereits in der ersten Spielhälfte.
Die lediglich 5.000 zugelassenen Zuschauer bedeuteten die zweitniedrigste Besucherzahl in den bisherigen 102 Endspielen des Wettbewerbs; nur bei der ersten Austragung in der Saison 1917/18 war der Publikumszuspruch noch geringer gewesen.

## Belege und Anmerkungen
1. ↑  nach „Coupe de France: Die Schlüsselzahlen“ vom 21. Januar 2021 bei fff.fr
2. ↑  Beschluss der FFF-Bundesversammlung vom April 2011